# Briton Rivière
Briton Riviére (Londres, 14 de agosto de 1840 - ibíd. 20 de abril de 1920) fue un pintor inglés. Hijo de William Rivière quien también fue un pintor que se encargó de brindarle la mejor educación a su hijo, el cual ya a temprana edad se dio a conocer en el mundo artístico. Sus obras destacan por reproducir animales, en especial perros y de leones. 

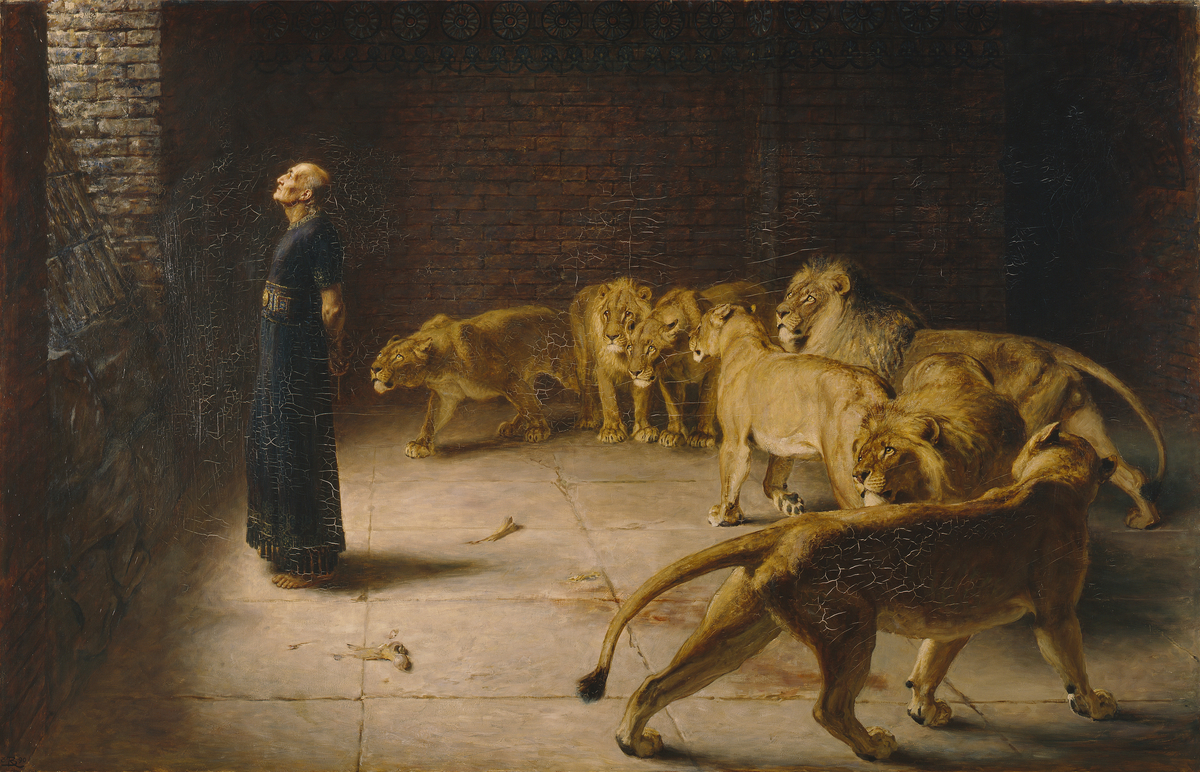
Daniel en el foso de los leones, 1892.

En una entrevista otorgada por el artista en 1887 titulada "Cómo pintar los animales", Rivière explicó algunos de los aspectos prácticos de la pintura de animales, tanto domésticos como silvestres: «Siempre he sido un gran amante de los perros, pero he trabajado tanto en ellos que me he cansado. Sin embargo, nunca se puede pintar un perro a menos que le tengas cariño. La única manera de pintar animales salvajes es acumular poco a poco un gran número de estudios y un gran conocimiento del animal, antes de pintar su imagen, yo lo pinto a partir de animales muertos, y posteriormente me baso en animales vivos». Dice el artista: «He tenido el cuerpo de una leona muerta en mi estudio. Además he hecho un gran trabajo en las salas de disección y en los zoológicos de vez en cuando».
También pintó retratos, sobre todo de su cuñado, Sidney Thompson Dobell, poeta y criador de galgos.